# Гай Спенсер Гарднер

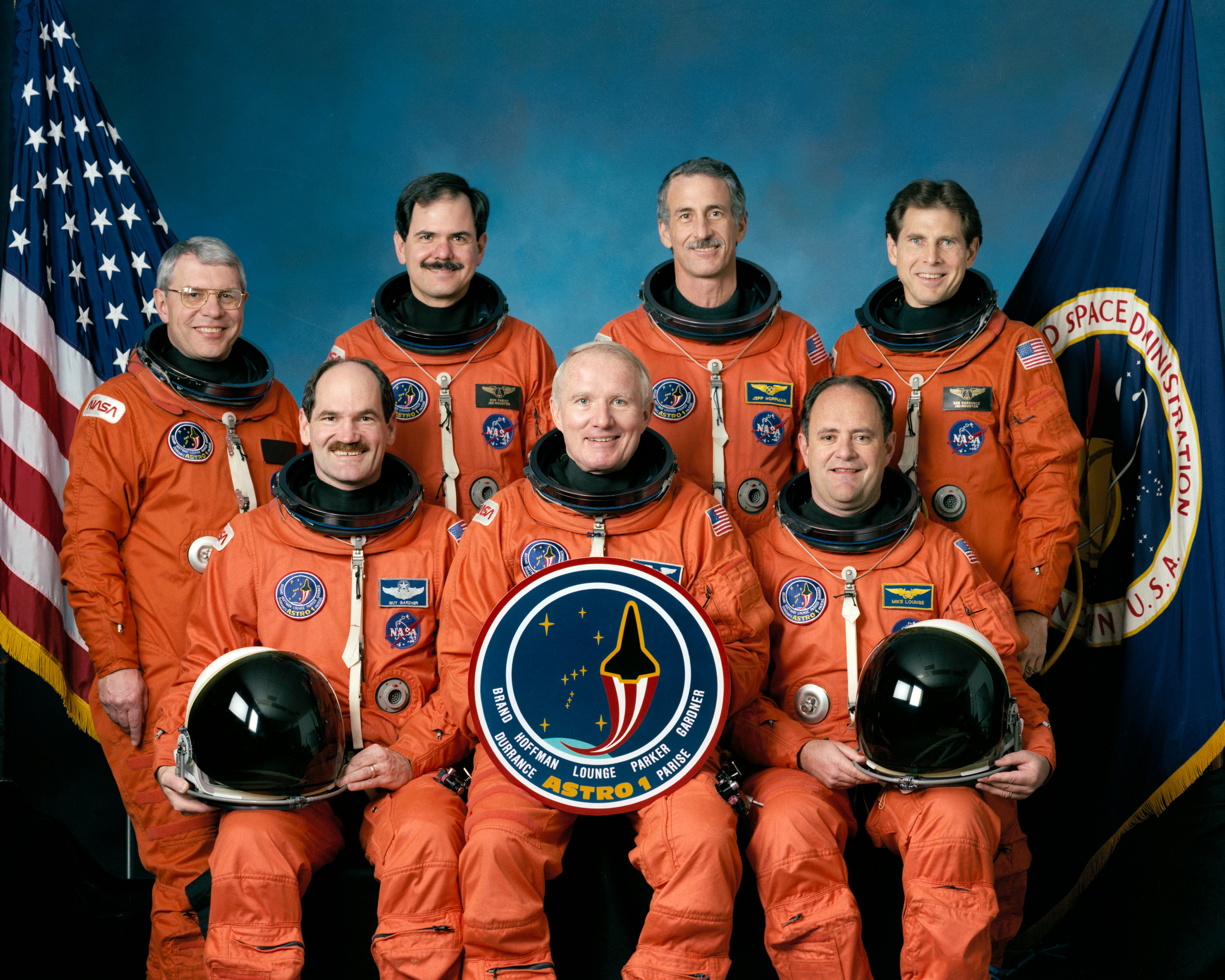
Екіпаж STS-35: (зліва-на право): Р. Паркер, Г. Гарднер, Р. Парізі, Ванс Бранд, Дж. Хоффман, Дж. Лаундж й C. Дарранс

Гай Спенсер Гарднер (англ. Guy Spence Gardner); *06.01.1948) — астронавт США. Здійснив два космічні польоти на шаттлах: STS-27 (1988, «Атлантіс») і STS-35 (1990, «Колумбія»), полковник ВПС США.

## Особисті дані та освіта
Гай Гарднер народився 6 січня 1948 року в місті Альтавіста, штат Вірджинія, але своїм рідним вважає місто Олександрія, в тому ж штаті, де 1965 року закінчив середню школу імені Джорджа Вашингтона. Брав активну участь у русі «Бойскаути Америки», досяг другої сходинки. 1969 року в Академії ВПС США здобув ступінь бакалавра наук зі спеціалізацією в галузі космонавтики, математики та інженерних наук. 1970 року в Університеті імені Пердью здобув ступінь магістра наук у галузі астронавтики. Одружений з Ліндою Е. Маккейб, у них троє дітей: Дженіфер, Сара і Джейсон.

## До НАСА
У 1971 році Гарднер завершив навчання на льотчика ВПС США на авіабазі Крейг, штат Алабама, отримав розподіл — авіабаза Макділл, штат Флорида, літав на літаках «F-4 Phantom». У 1972 році, перебуваючи в Південно-Східній Азії, на авіабазі Уборн, Таїланд, провів 177 бойових вильотів до В'єтнаму. В 1973—1974 роки він був оперативним інструктором пілотів на «F-4», на авіабазі Сеймур Джонсон, в штаті Північна Кароліна. У 1975 році Гарднер пройшов навчання на льотчика-випробувача у Школі ВПС США при авіабазі Едвардс, Каліфорнія, де і служив до 1976 року. У 1977—1978 роках був пілотом-інструктором у Школі льотчиків-випробувачів ВПС США. У 1979—1980 роках служив у 1-й ескадрильї на авіабазі «Кларк», Філіппіни, де був офіцером з оперативних питань.

## Підготовка до космічних польотів
Гарднер був запрошений до НАСА як кандидат в астронавти — травень 1980 року, склад дев'ятого набору. Почав проходження курсу загальнокосмічної підготовки (ОКП) з липня 1980 року. По закінченні навчання в серпні 1981 року отримав кваліфікацію «пілот шатла» і призначення у Відділ астронавтів НАСА. Протягом 11 років (до 1991 року) як кандидат у астронавти і ставши астронавтом, працював над удосконаленням шатлів і космічної станції з багатьох напрямів, входив до груп підтримки багатьох екіпажів. У 1984 році Гарднер був призначений пілотом STS-62, це став би перший старт космічного човника з бази Ванденберг, штат Каліфорнія. Але цю місію згодом скасували. 15 вересня 1987 НАСА призначило його в екіпаж шаттла «Атлантіс», політ якого планували на осінь 1988 року.

## Польоти у космос
- Перший політ — STS-27, шаттл «Атлантіс». З 2 по 6 грудня 1988 року як пілот. Мета польоту STS-27 полягала у виведенні на орбіту розвідувального супутника Національного управління військово-космічної розвідки США — Lacrosse 1 (англ. Lacrosse 3000). Існує думка, що під час польоту здійснено один вихід у відкритий космос (імовірно Россом і Шепардом). Проте деталі такого виходу (якщо він був) досі засекречені. Тривалість польоту становила 4 доби 9 годин 6 хвилин.
- Другий політ — STS-35, шаттл «Колумбія». З 2 по 11 грудня 1990 року як пілот. Основною метою місії STS-35 було розгортання рентгенівського телескопа НАСА «Astro-1». Тривалість польоту становила 8 діб 23 години 6 хвилин.

Загальна тривалість польотів у космос — 13 діб 8 годин 12 хвилин.

## Після польотів
З червня 1991 року, після звільнення з НАСА, і до серпня 1992 року, відставки з ВПС, був начальником Школи льотчиків-випробувачів ВПС на авіабазі Едвардс у Каліфорнії. У серпні 1992 року Гарднер звільнився з ВПС і повернувся в НАСА, став працювати над спільною (США — Росія) програмою «Мир — Шаттл».